# Mamma (film 1998)
Mamma è un film pornografico del 1998, diretto dal regista Silvio Bandinelli e ambientato in epoca fascista sul finire degli anni trenta.

## Trama
Il gerarca fascista Cesare Daldo, in famiglia fa il moralista e nella società si dimostra severo ed integerrimo, ma vorrebbe sodomizzare la propria moglie devota. Daldo fa giustiziare un partigiano, ma il figlio di quest'ultimo, che è anche fidanzato della figlia, seduce la moglie del gerarca. Nel frattempo la figlia di Daldo viene presa contro natura dallo zio fascista. Il protagonista, dopo aver scoperto cosa è successo nella sua famiglia, ammazza tutti e infine si suicida.

## Tematiche
Come alcuni altri film pornografici dello stesso regista (Anni di piombo, Cuba, Forza Italia) si distingue dalle pellicole pornografiche del periodo per la scelta di tematiche e ambientazioni inusuali nel settore.

## Accoglienza
Il film, per la sua particolare ambientazione storica, fece notizia anche al di fuori dal mondo della pornografia scatenando roventi polemiche per la scelta del regista di associare la rappresentazione del sesso esplicito alla Resistenza. L'Unità dedicò un articolo alla pellicola. Bandinelli fu inoltre invitato alla Casa della Cultura di Milano per partecipare ad un dibattito pubblico sul tema.